# روز ملی

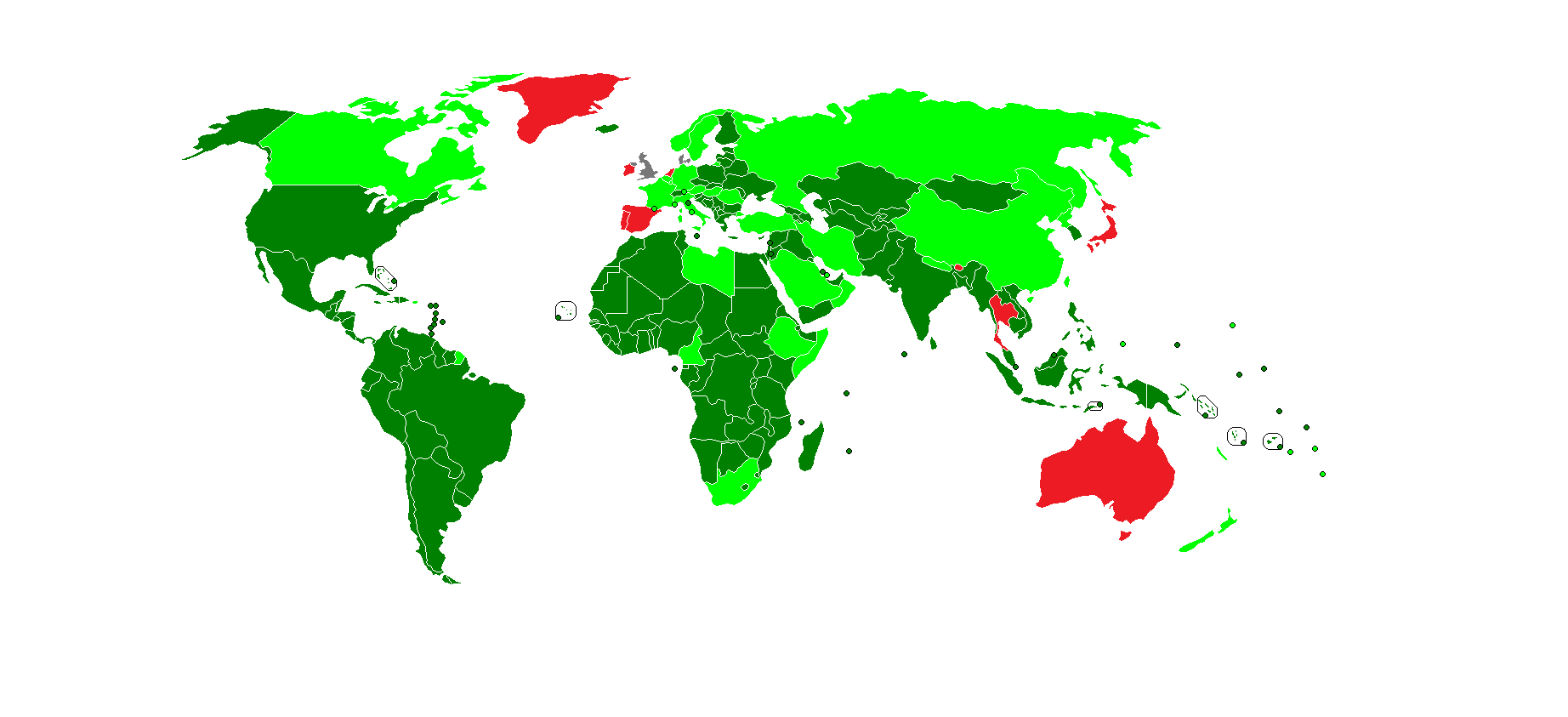
روز استقلال به عنوان روز ملی
سالگرد انقلاب یا اتحاد ملی به عنوان روز ملی
بدون روز ملی رسمی

روز ملی سالگردی است که کشورها یا ملت‌ها برای یادبود ملیت خود یا تشکیل کشور خود مشخص کرده و آن را جشن می‌گیرند. به عبارت دیگر، روزی که در آن رویدادی مبارک و خوشایند در سرنوشت عموم ملت رقم خورده باشد و منتج به تکامل و سعادت عمومی جامعه شده باشد؛ می تواند تحت عنوان روز ملی نامگذاری گردد. این روز که روز رسمی یا روز ملی نامیده می‌شود لزوماً یک روز ملی نیست و مفهوم آن بیشتر با روز رسمی و روز دولتی مطابقت می‌کند، زیرا ریشه این روزها و مراسمی که در این روز برگزار می‌شود بیشتر به حکومت هر کشور مربوط می‌شود. روز ملی می‌تواند روز استقلال کشور، روز تشکیل جمهوری در کشور، یا تاریخی هم‌چون زادروز حاکم کشور، تاج‌گذاری پادشاه یا تاریخی مربوط به قدیس حامی ملت باشد. روز ملی معمولاً جزو تعطیلات رسمی قرار داده می‌شود. در بسیاری مواقع چنین روزهایی با نام «روز ملی» نام‌گذاری نشده‌اند اما عملکرد روز ملی را دارند.
برخی کشورها بیش از یک روز ملی دارند برای نمونه پاکستان هم روز استقلال از امپراتوری بریتانیایی هند خود، هم روز استقلال کشور پاکستان را جشن می‌گیرد و هم روزی دارد به نام روز پاکستان.
اهمیتی که به روز ملی داده می‌شود و میزان توجهی که برگزاری جشن‌های آن داده می‌شود از کشور به کشور تفاوت دارد. در ایالات متحده روز ملی که روز استقلال کشور در چهارم ژوئیه است با رژه، آتش‌بازی، پیک‌نیک و فعالیت‌های همگانی همراه است. در برخی کشورها به برگزاری محافل رسمی بسنده می‌شود. دانمارک و بریتانیا از معدود کشورهایی هستند که روز ملی مشخصی ندارند.
کشورها از نظر روز ملی معمولاً به دو دسته‌اند:
- کشورهای تازه‌بنیاد که عمدتاً روز استقلال خود را روز ملی قرار می‌دهند.
- کشورهای قدیمی‌تر که سالگرد دیگری را که برای کشور مهم بوده به عنوان روز ملی جشن می‌گیرند.

## در ایران
روز ملی به مفهوم واقعی کلمه در ایران نوروز است که ریشه ملی دارد ولی به صورت رسمی ۲۲ بهمن که سالروز انقلاب اسلامی و تغییر رژیم پادشاهی است به عنوان روز رسمی در ایران شناخته می‌شود. پیش از انقلاب اسلامی ایران، روز سوم اسفند (سالروز کودتای ۱۲۹۹) و سپس روز چهارم آبان (زادروز محمدرضا شاه) جشن گرفته می‌شد. پس از انقلاب ۱۳۵۷ تا مدتی روز خاصی به عنوان روز رسمی مشخص نشده بود و پس از حدود یک‌سال، ۲۲ بهمن که روز پیروزی انقلاب است و نیز روز جمهوری اسلامی که روز رفراندوم تغییر شکل حکومت به جمهوری اسلامی است، به عنوان روز رسمی انتخاب شد.